# Ipofora
L'ipofora è una figura retorica che consiste nel fare una domanda retorica e nella stessa frase aggiungere anche la risposta.
Viene usata nell'arte retorica per agevolare l'accettazione di un argomento o di una proposta, superando lo scetticismo o le perplessità di un interlocutore.
Esempi: "Ti piace la mia idea, Sì, vero?". "Esci con me stasera, Sì?"